# حقوق الإنسان في غينيا الاستوائية
حقوق الإنسان في غينيا الاستوائية تشتهر غينيا الاستوائية بانتهاكات حقوق الإنسان المتعددة، حيث يواجه المواطنون قيودًا كبيرة على قدرتهم على تغيير حكومتهم. تسجل تقارير متزايدة عن جرائم قتل غير قانونية للمدنيين على أيدي قوات الأمن، إضافة إلى عمليات اختطاف تتم بموافقة الحكومة، وتعذيب ممنهج للسجناء والمحتجزين. كما تعاني السجون ومرافق الاحتجاز من ظروف تهدد الحياة، بينما يسود الإفلات من العقاب على نطاق واسع.
تتضمن الانتهاكات أيضًا الاعتقال والاحتجاز التعسفيين، والاحتجاز بمعزل عن العالم الخارجي، فضلاً عن مضايقة المقيمين الأجانب وترحيلهم بإجراءات قانونية محدودة. يتسم النظام القضائي بالفساد، مع افتقار واضح إلى الإجراءات القانونية الواجبة. كما تُفرض قيود صارمة على الحق في الخصوصية، وحرية التعبير والصحافة، وحقوق التجمع وتكوين الجمعيات والتنقل.
تواجه البلاد أيضًا مشكلات واسعة النطاق تتعلق بالفساد الحكومي، والعنف والتمييز ضد المرأة، والاشتباه في حالات الاتجار بالبشر. بالإضافة إلى ذلك، تعاني الأقليات العرقية من التمييز، وتُفرض قيود شديدة على حقوق العمل، مما يعكس صورة قاتمة لواقع حقوق الإنسان في غينيا الاستوائية.
كانت هناك مخالفات متعددة في الانتخابات التشريعية لعام 2009، ولكنها اعتبرت تحسناً مقارنة بالانتخابات المعيبة التي جرت في عامي 2002 و2004. هناك عبادة شخصية في غينيا الاستوائية حول الزعيم. من أجل تحسين صورته وصور غينيا الاستوائية، استأجر المستبد تيودورو أوبيانغ شركة ريس بوينت، وهي شركة عالمية للتسويق والعلاقات العامة، مقابل 60 ألف دولار أمريكي سنويًا. تدرج منظمة الشفافية الدولية غينيا الاستوائية ضمن قائمة الدول الاثنتي عشرة الأكثر فسادًا. في غينيا الاستوائية أيضا عقوبة الإعدام. في سبتمبر 2022، ألغى ذلك الرئيس تيودورو أوبيانغ نغويما مباسوغو ونائب الرئيس تيودورو نغويما أوبيانغ مانغيو.

## السجناء السياسيون
وفي يونيو/حزيران 2007، زارت مجموعة العمل التابعة للأمم المتحدة المعنية بالاحتجاز التعسفي غينيا الاستوائية وأفادت بأن السجناء السياسيين يحاكمون في بعض الأحيان أمام محاكم عسكرية وليس محاكم مدنية. وذكرت مصادر غير حكومية أن نحو 100 سجين مسجونون لأسباب سياسية، وأن العديد منهم محتجزون في سجن بلاك بيتش سيئ السمعة.
وبحسب شهادة برلمانية، توفي سلفادور ندونغ نغيما، عضو حزب المعارضة "التجمع من أجل الديمقراطية الاجتماعية"، في 6 أكتوبر/تشرين الأول 2007 بسبب التعذيب أثناء احتجازه لدى قوات الأمن. تم القبض على اثنين من أفراد قوات الأمن، لكن تم إطلاق سراحهم وتكليفهم بمهام أمنية أخرى.
في 12-13 مارس/آذار 2009، توفي ساتورنينو نكوغو مبوميو، أحد أعضاء الحزب السياسي المحظور، أثناء احتجازه لدى الشرطة في إيفينايونج، وكان بحوزته على ما يبدو أسلحة لتنفيذ انقلاب. توفي بسبب كسر في الجمجمة، ويُزعم أنه تعرض لمحاولة انتحار عندما سقط من سريره بطابقين.
في مارس/آذار 2017، صدر أمر لمركز دراسات ومبادرات التنمية بتعليق أنشطته، وتم تغريم نائب رئيسه ألفريدو أوكينفي ندوهو 10 ملايين فرنك وسط إفريقيا وسجنه لمدة 16 يومًا. في سبتمبر/أيلول 2017، سُجن رسام الكاريكاتير رامون إيسونو إيبالي في الشاطئ الأسود في مالابو بسبب إنشاء عمل ينتقد الحزب الحاكم في غينيا الاستوائية.  تم إطلاق سراحه في مارس 2018.